# Carolus Andriamatsinoro
Carolus Andriamatsinoro (Mahajanga, Madagascar, 6 de julio de 1989) es un futbolista de Madagascar que juega en la posición de delantero y que actualmente milita en el Al-Rawdhah Club de la Tercera División de Arabia Saudita.

## Carrera

### Club
| Periodo   | Club                     |
| --------- | ------------------------ |
| 2005-2011 | Academie Ny Antsika      |
| 2011-2012 | Paradou AC               |
| 2011-2012 | → WA Tlemcen (cedido)    |
| 2012-2017 | USM Alger                |
| 2017-2018 | Ohod Club                |
| 2018-2021 | Al-Adalah FC             |
| 2020-2021 | → Al-Qadsiah FC (cedido) |
| 2021-2022 | Ohod Club                |
| 2022      | Kuwait SC                |
| 2022–2023 | Najran SC                |
| 2023–2024 | Al-Kawkab FC             |
| 2024–     | Al-Rawdhah Club          |

### Selección nacional
A nivel de selecciones menores Carolus jugó en la Eliminatoria para el Campeonato Africano Sub-23 de 2011 donde Madagascar perdió 0-4 en el marcador global ante Argelia y quedó eliminado.
El 12 de julio de 2009 Carolus debuta con Madagascar en el empate 2–2 ante Mayotte en un partido amistoso. El 19 de julio de 2009 juega su primer partido oficial FIFA en la derrota por 0-1 ante Sudáfrica en un partido amistoso. El 18 de mayo de 2014 anota su primer gol internacional en la victoria por 2–1 ante Uganda en la clasificación para la Copa Africana de Naciones de 2015.
El 12 de junio de 2019 fue convocado para jugar en la Copa Africana de Naciones 2019 en Egipto, El 22 de junio de 2019 anota en el partido inaugural ante Guinea en el empate 2-2. El 30 de junio de 2019 volvió a anotar en la victoria por 2–0 ante Nigeria de tiro libre.
Jugó 47 partidos internacionales hasta su retiro internacional en 2024 y anotó 12 goles.
| No  | Fecha      | Sede                                                   | Rival                    | Marcador | Resultado | Torneo                                                  |
| --- | ---------- | ------------------------------------------------------ | ------------------------ | -------- | --------- | ------------------------------------------------------- |
| 1.  | 18-5-2014  | Rabemananjara Stadium, Mahajanga, Madagascar           | Uganda                   | 2–0      | 2–1       | Clasificación para la Copa Africana de Naciones de 2015 |
| 2.  | 26-3-2016  | Mahamasina Municipal Stadium, Antananarivo, Madagascar | República Centroafricana | 1–0      | 1–1       | Clasificación para la Copa Africana de Naciones de 2017 |
| 3.  | 26-3-2017  | Mahamasina Municipal Stadium, Antananarivo, Madagascar | Santo Tomé y Príncipe    | 3–1      | 3–2       | Clasificación para la Copa Africana de Naciones de 2019 |
| 4.  | 9-6-2017   | Al-Ubayyid Stadium, Al-Ubayyid, Sudán                  | Sudán                    | 2–0      | 3–1       | Clasificación para la Copa Africana de Naciones de 2019 |
| 5.  | 4-10-2017  | Lugogo Stadium, Kampala, Uganda                        | Uganda                   | 1–1      | 2–1       | Amistoso                                                |
| 6.  | 4-10-2017  | Lugogo Stadium, Kampala, Uganda                        | Uganda                   | 2–1      | 2–1       | Amistoso                                                |
| 7.  | 18-11-2018 | Vontovorona Stadium, Antananarivo, Madagascar          | Sudán                    | 1–2      | 1–3       | Clasificación para la Copa Africana de Naciones de 2019 |
| 8.  | 2-6-2019   | Stade Josy Barthel, Luxembourg City, Luxemburgo        | Luxemburgo               | 3–1      | 3–3       | Amistoso                                                |
| 9.  | 22-6-2019  | Estadio de Alejandría, Alejandría, Egipto              | Guinea                   | 2–1      | 2–2       | Copa Africana de Naciones 2019                          |
| 10. | 30-6-2019  | Estadio de Alejandría, Alejandría, Egipto              | Nigeria                  | 2–0      | 2–0       | Copa Africana de Naciones 2019                          |
| 11. | 19-11-2019 | Stade Général Seyni Kountché, Niamey, Níger            | Níger                    | 4–1      | 6–2       | Clasificación para la Copa Africana de Naciones de 2021 |
| 12. | 9-9-2024   | Estadio Olímpico de Radès, Túnez, Túnez                | Comoras                  | 1–0      | 1–1       | Clasificación para la Copa Africana de Naciones de 2025 |

## Vida personal
En 2013 Carolus pasó al Islam y se casó con una argelina con la que tiene un hijo, además de que también tiene la nacionalidad argelina.

## Logros

### Club
- THB Champions League: 2008[8]
- Algerian Ligue Professionnelle 1: 2013–14, 2015–16
- Algerian Cup: 2012–13
- Algerian Super Cup: 2013, 2016
- UAFA Club Cup: 2012–13

### Individual
- Mejor jugador de la THB Champions League: 2009
- Goleador de la THB Champions League: 2008, 2009, 2010[9]
- Nominado a mejor futbolista africano del año en África: 2015[10]
- Jugador del partido ante Nigeria en la Copa Africana de Naciones 2019[11]
- Equipo ideal de la fase de grupos de la Copa Africana de Naciones 2019[12]
- Futbolista revelación de la Copa Africana de Naciones 2019[13]
- Orden Nacional de Madagascar: 2019[14]
- Mejor jugador de la MS League: 2019
- Bota de Oro de la Liga Príncipe Mohammad bin Salman : 2018–19, 2021–22
- Goleador de la Copa del Rey de Campeones: 2020
- Nominado a Futbolista Africano del Año: 2019 [15]

### Distinciones
- Primer futbolista malgache en ser nominado a Futbolista Africano del Año.